# Catena (Einheit)
Die Catena (deutsch: Kette, Messkette) war ein italienisches Längenmaß und auch ein Flächenmaß. Sie diente der Ackervermessung und galt in Neapel als Längenmaß:
- 1 Catena = 5 Passi

Der Passo kann mit Schritt übersetzt werden und war 1,85185 Meter = 820,918 Pariser Linien.
In Palermo teilte man:
- 1 Corda/Schnur = 4 Catene
- 1 Catena = 4 Canne
- 1 Canna = 8 Palmi

In Rom galten trotz Einführung des metrischen Systems 1848 weiterhin die alten Maße, und zwar war hier:
- 1 Catena = 10 Stajuoli = 5 ¾ Canna architettonica

Im Königreich Neapel war es auch ein Ackermaß und es galt:
- 1 Catena = 46 1/12 Pariser Quadratruten
- 6 Catene = 1 Vesura
- 1 Caro = 100 Catene